# 유엔 안전 보장 이사회 결의 제1968호
유엔 유엔 안전 보장 이사회 결의 제1968호는 2011년 2월 16일 만장일치로 채택되었다. 1933호(2010년)와 1942호(2010년), 1946호(2010년), 1951호(2010년), 1962호(2010년), 1967호(2011년)을 포함한 코트디부아르 정세 관련 이전 결의안을 회수한 후, 이사회는 라이베리아 유엔 임무단(UNMIL)에서 코트디부아르 유엔 작전(UNOCI)으로의 병력 배치를 3개월 더 연장하였다.
안보리는 결의 제1609호(2005년)와 1938호(2010년)에 명시된 임무 간 협력 협정을 상기하는 동시에 필요 시에는 반기문 사무총장에게 추가 병력 파병을 승인할 수 있음을 재확인하였다. 유엔 헌장 제7장에 따라 이사회는 UNMIL에서 UNOCI로 3개 보병 중대, 1개 항공 부대 및 5대의 헬리콥터를 추가로 3개월간 임시 재배치하도록 승인하였으며, 이와 관련해 지원국의 경찰 및 병력 지원을 촉구하였다. 이 결의안은 코트디부아르의 정치적 위기 속에서 채택된 것이다.

## 같이 보기
- 2010~2011년 코트디부아르 위기